# Charles Joseph de Croix, comte de Clerfait

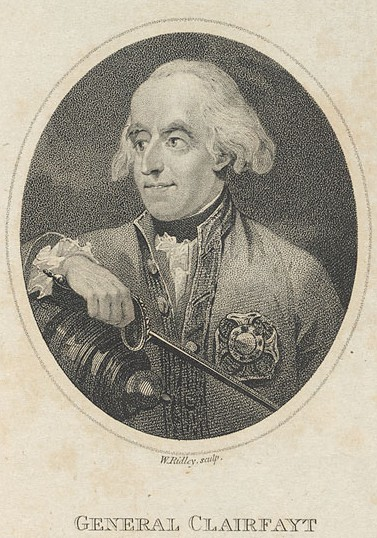
Graf Clerfayt

François Sébastian Charles Joseph de Croix Graf von Clerfait und von Carbonne, auch Clerfayt oder Clairfait, (* 14. Oktober 1733 auf Schloss Bruille im Hennegau (Österreichische Niederlande); † 21. Juli 1798 in Wien) war ein österreichischer Feldmarschall.

## Leben
Clerfait zeichnete sich als junger Offizier während des Siebenjährigen Krieges in den Schlachten von Prag (6. Mai 1757), Hochkirch (14. Oktober 1758) und Liegnitz (15. August 1760) aus und avancierte zu Beginn des Frieden von Hubertusburg zum Oberst. Während des Bayerischen Erbfolgekrieges erlangte er den Maria Theresia-Orden und wurde 1779 zum Generalmajor befördert. 1788 bis 1789 sicherte er als Feldmarschallleutnant im Türkenkrieg die slavonische Militärgrenze und verdrängte die von Koca Yusuf Pascha geführten Türken nach den siegreiche Gefechten bei Mehadia und Zupanek im August 1789 aus dem Banat. Dafür erwarb er sich zusätzlich das Großkreuz des Theresienordens. Seine Truppen erreichten am 26. Juni 1790 bei Kalafat einen letzten Sieg im bereits verlorenen Krieg, am 10. November 1790 wurde er zum Feldzeugmeister befördert.
Zu Beginn des Ersten Koalitionskrieges im Sommer 1792 warf er zusammen mit General Beaulieu die Franzosen aus den Niederlanden zurück. Über Namur kommend, vereinigte er seine 11.000 Mann mit der preußischen Armee unter dem Herzog von Braunschweig. Am 23. August kapitulierte Longwy nach kurzem Beschuss, am 2. September erfolgte die Übergabe der Festung Verdun. Clerfaits Truppen bemächtigten sich am 1. September des wichtigen Postens bei Stenay und deckten nach der Kanonade von Valmy den Rückzug der Preußen nach Koblenz. Ende September bis Anfang Oktober führte er sein Korps in Gewaltmärschen aus den Raum Verdun nach Mons und bewährte sich in der Schlacht von Jemappes. Im November 1792 erhielt er anstatt des von den Franzosen besiegten Herzogs Albert von Sachsen-Teschen das Oberkommando gegen Dumouriez in den Niederlanden.
Am 1. März 1793 überfiel er die Franzosen bei Aldenhoven, zwang sie zur Aufhebung der Belagerung von Maastricht und erreichte am 18. März den Sieg in der Schlacht von Neerwinden. Am 15. und 16. Oktober 1793 unterlag er in der Schlacht bei Wattignies gegen Jean-Baptiste Jourdan. 1794 schlug er in Flandern mehrere Angriffe der Franzosen zurück, konnte aber nach der Schlacht bei Fleurus, die Prinz Coburg verlor, den Feind nicht mehr aufhalten. In Coburgs Stelle eingerückt, führte er die Armee in Ordnung über den Rhein zurück.

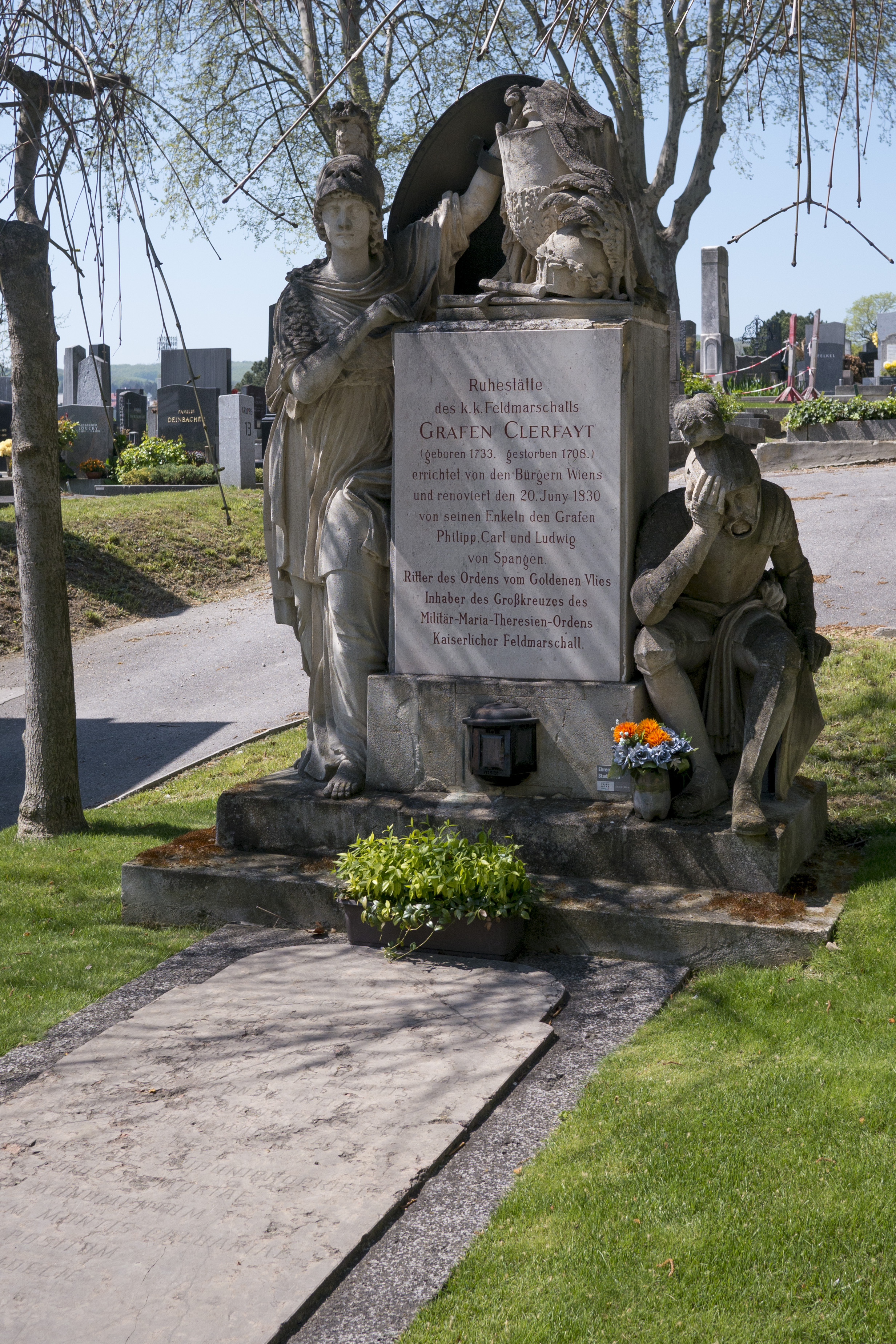
Grabmal auf dem Friedhof Hernals

1795 erhielt er als Reichsfeldzeugmeister den Oberbefehl über die österreichische und die Reichsarmee am Mittel- und Niederrhein. Als im Herbst Jourdan bei Düsseldorf und Pichegru bei Mannheim über den Rhein drangen, warf sich Clerfait auf erstern, schlug ihn am 10. Oktober bei Höchst am Main und warf ihn über den Rhein zurück. Danach eilte er nach Mainz, das von 70.000 Franzosen eingeschlossen war, eroberte die für unüberwindlich gehaltenen Mainzer Linien und trieb den Feind über Ingelheim gegen Bingen und über Oppenheim bis Alzey zurück. Am 10. November 1795 siegte Clerfait in der Schlacht von Pfeddersheim nochmalig über Pichegru und rückte hinter dem Pfrimm-Abschnitt vor. Nach einmonatiger Belagerung ergab sich am 22. November Mannheim dem General Latour, die 10 000 Mann starke französische Garnison unter General Montaigu kapitulierte. Auf einen Winterfeldzug nicht eingerichtet, schloss Clerfait am 21. Dezember einen Waffenstillstand und kehrte im Januar 1796 nach Wien zurück.
Auf dem Weg dorthin nahm er am 5. Januar 1796 in Frankfurt am Main sein Quartier im Gasthof Römischer Kaiser. Sein Sieg bei Höchst hatte die Stadt vor der Eroberung durch französische Truppen bewahrt, deshalb gab sie ihm zu Ehren einen Festakt im Städtischen Theater, bei dem ein eigens zu diesem Anlass gedichteter Prolog von Johann Jakob Ihlée vorgetragen wurde. Der Senat unter Führung des Älteren Bürgermeisters Adolph Carl von Humbracht ernannte ihn am 7. Januar 1796 zum Ehrenbürger von Frankfurt. Für diese Ehre, die die Stadt erst zum zweiten Mal verlieh, ließ Kaiser Franz II. dem Senat sein Allergnädigstes Wohlgefallen ausdrücken.
Wegen Zwistigkeiten mit dem Minister Thugut wegen des Waffenstillstandes und des Vorwurfs, viel zu wenig rasche Initiative ergriffen zu haben, erhielt er den Oberbefehl nicht wieder und trat in den Hofkriegsrat, starb jedoch allgemein geachtet am 21. Juli 1798, von der Stadt Wien durch ein ehrenhalber gewidmetes Grab (Gruppe OK, Nummer 1) auf dem Hernalser Friedhof geehrt.

## Rezeption
Durch die kaiserliche Entschließung von Franz Joseph I. vom 28. Februar 1863 wurde Clerfait in die Liste der „berühmtesten, zur immerwährenden Nacheiferung würdiger Kriegsfürsten und Feldherren Österreichs“ aufgenommen, zu deren Ehren und Andenken auch eine lebensgroße Statue in der Feldherrenhalle des damals neu errichteten k.k. Hofwaffenmuseums (heute: Heeresgeschichtliches Museum Wien) errichtet wurde. Die Statue wurde 1867 vom Bildhauer Thomas Seidan (1830–1890) aus Carrara-Marmor geschaffen, gewidmet wurde sie von Kaiser Franz Joseph selbst.
1894 benannte man die Clerfaytgasse in Wien-Hernals nach ihm. 1908 wurde Clerfait zum „immerwährenden Inhaber des k.u.k Galizischen Infanterie-Regiments Nr. 9“ ernannt.